# Angels’ Share – Ein Schluck für die Engel
Angels’ Share – Ein Schluck für die Engel ist eine Filmkomödie des britischen Regisseurs Ken Loach aus dem Jahr 2012. Er basiert auf einem Drehbuch von Paul Laverty und hatte im Mai 2012 Premiere bei den Filmfestspielen in Cannes.

## Handlung
Der junge Robbie hat es im Leben nicht leicht gehabt und sich häufig mit brutaler Gewalt durchgeschlagen. Nachdem er einen anderen Mann verprügelt hat, droht ihm eine lange Freiheitsstrafe. Doch der Richter lässt Gnade vor Recht ergehen, als er erfährt, dass Robbies Freundin Leonie schwanger ist. Robbie muss lediglich gemeinnützige Arbeit verrichten. Der Betreuer der Arbeitsgruppe ist der gutmütige Harry, der Robbie dann auch hilft, als dieser von den Verwandten seiner Freundin verprügelt wird.
Harry ist es auch, der die Gruppe zu einem Ausflug zu einer Whisky-Destillerie einlädt. Robbie und seine Weggefährten erhalten dadurch einen Einblick in die Welt der schottischen Single Malt Whiskys. Bei einem Whisky-Tasting in Edinburgh beweist Robbie erstaunliche Fähigkeiten bei der Verkostung des edlen Getränks. Er erregt damit auch die Aufmerksamkeit des Whisky-Sammlers Thaddeus, der ebenfalls an der Veranstaltung teilnimmt. Außerdem erfahren Robbie und seine Freunde, dass in einer Destillerie in den Highlands kurze Zeit später ein Fass versteigert wird, das einen der teuersten Whiskys der Welt enthält. Daraufhin reift in Robbie der Plan, sich einen Teil des teuren Whiskys abzuzweigen, um sich damit eine sorgenfreie Zukunft zu ermöglichen.

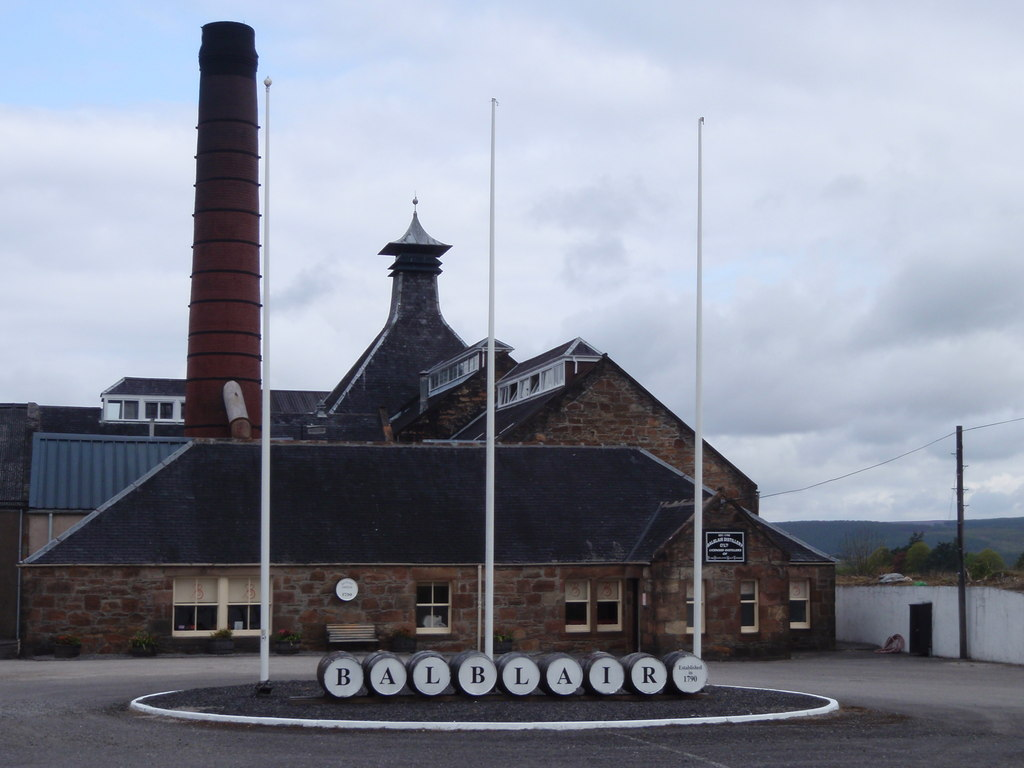
Whiskybrennerei Balblair

Robbie reist mit drei seiner Freunde daraufhin per Anhalter in den Norden Schottlands zur Destillerie Balblair, auf deren Gelände das Fass gelagert wird und in der auch die Versteigerung stattfinden soll. Dort angekommen, stellen sie sich als Verein von Whisky-Freunden aus Robbies Heimat, dem Glasgower Stadtteil Carntyre, vor, und dürfen daher auch an der zweitägigen Veranstaltung teilnehmen. Robbie lässt sich am ersten Tag während der Präsentation des Fasses unbemerkt in der Lagerhalle einschließen. Nachts zweigt er vier Flaschen aus dem kostbaren Fass ab und ersetzt die Menge durch billigeren Whisky aus einem anderen Fass.
Ebenfalls bei der Versteigerung anwesend ist Thaddeus, der das Fass im Auftrag eines russischen Sammlers ersteigern soll, aber überboten wird. Robbie bietet ihm daraufhin drei der abgezweigten Flaschen zum Kauf an. Sie einigen sich darauf, die Flaschen in Glasgow zu übergeben. Auf dem Weg dorthin gehen zwei Flaschen durch Schusseligkeit zu Bruch. Die eine Flasche erbringt dann aber doch noch die Hälfte des ursprünglich vereinbarten Preises. Den Erlös teilen die vier unter sich auf. Die vierte Flasche schenkt Robbie Harry.
Robbie hatte sich von Thaddeus aber noch ausbedungen, dass er ihm einen richtigen Arbeitsplatz besorgen möge. So endet der Film damit, dass Robbie mit seiner kleinen Familie Glasgow in Richtung Stirling verlässt, um dort in einer Whiskybrennerei eine Ausbildung zu beginnen. Beim Abschied bittet er seine drei Freunde noch, mit dem Geld etwas Anständiges anzufangen und es nicht in Spielautomaten zu versenken.

## Hintergrund

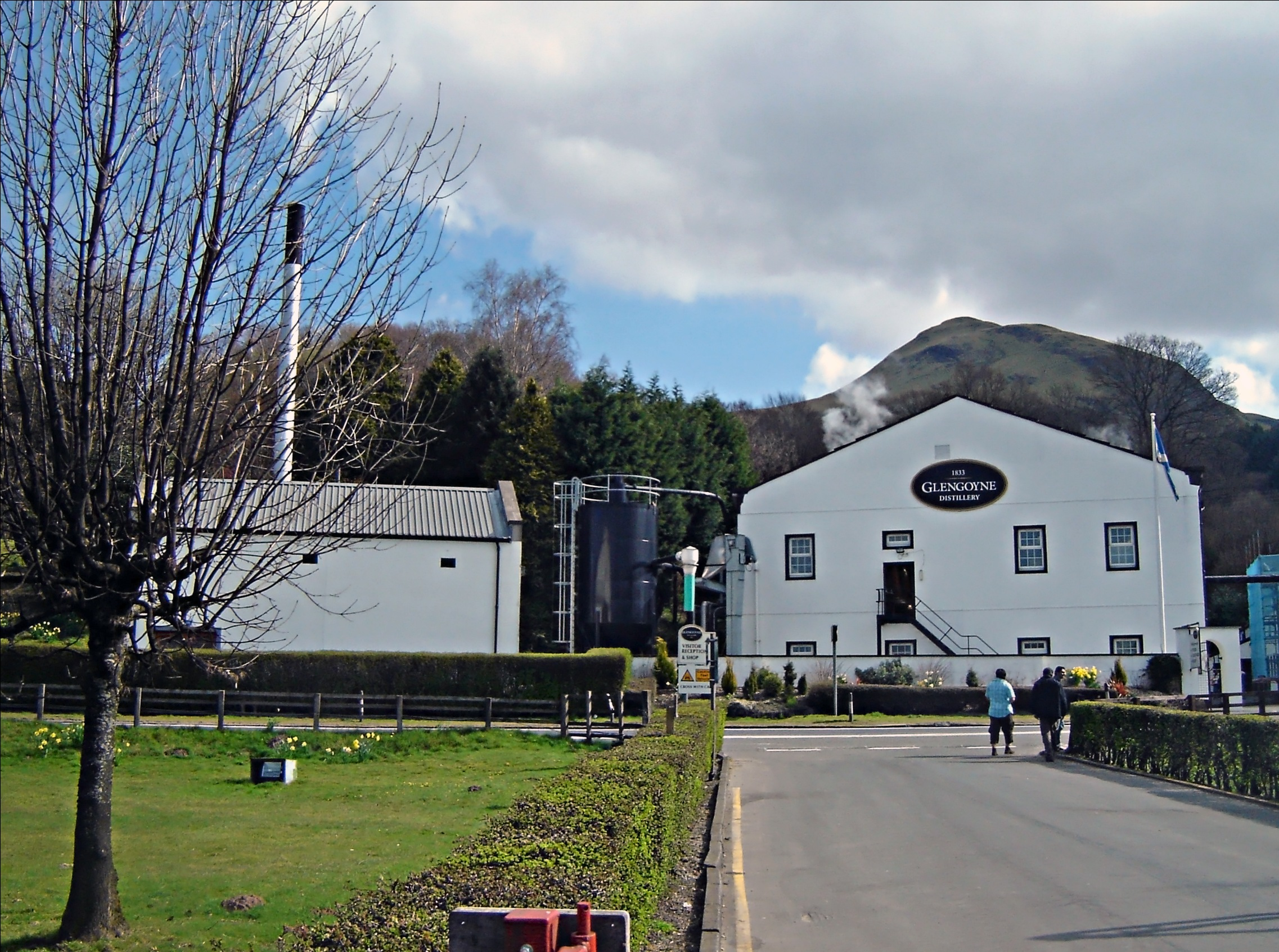
Glengoyne Distillery

Für die Dreharbeiten wurde auf drei verschiedene Whiskybrennereien zurückgegriffen. Die Außenanlagen bei der ersten Besichtigung zeigen Glengoyne, die Führung selbst wurde bei Deanston gedreht. Die Szenen, bei denen es um das teure Whisky-Fass und dessen Auktion geht, entstanden in der Umgebung und auf dem Gelände der Balblair Destillerie in Edderton. Die Filmemacher hatten hierfür explizit nach einer Brennerei gesucht, die optisch den Eindruck vermittelte, so abgeschieden zu liegen, dass lediglich eine einzige Straße zurück in den Süden führen würde. Weitere Drehorte waren Glasgow, Edinburgh, Loch Lomond, Ardgartan und die Passhöhe Rest and Be Thankful.
Die enorme Höhe des Preises für das Fass wurde im Film darauf zurückgeführt, dass es aus einer längst geschlossenen Brennerei namens Malt Mill stammt. Eine gleichnamige Destillerie existierte tatsächlich bis Mitte 1960 auf dem Gelände der Brennerei Lagavulin.
Der Originaltitel The Angels’ Share ist ein Ausdruck für den Teil eines lange lagernden Getränks, der im Laufe der Zeit durch Verdunstung verloren geht. Die Flasche Malt Mill, die Robbie am Schluss des Filmes Harry schenkt, hat er mit „Angels’ Share“ beschriftet.

## Kritiken
Das Lexikon des internationalen Films beschreibt den Film als „eine erfrischend zupackende Komödie, die dramaturgisch zwar in mehrere Teile zerfällt, aber ein so erdiges Loblied auf Solidarität und Mitmenschlichkeit anstimmt, dass man sich der beglückenden Katharsis einer späten Gerechtigkeit nicht entziehen kann“.
Auf critic.de meinte Michael Kienzl, dass Loach gemeinsam mit seinem Stammautor Paul Laverty eine Geschichte erzähle, „die seltsam inkonsistent wirkt“. Nachdem der Film zunächst purer Sozialrealismus sei, werden mit der Zeit „die sorgfältig eingeführten Konflikte und Figuren links liegen gelassen, der Realismus überhöht und der Film zur proletarischen Version eines Heist-Movies“.
Auch film-rezensionen.de bemängelte, dass die „einzelnen Bestandteile sich nicht wirklich zusammenfügen“, lobte aber die „sympathischen Figuren und deren warmherzige Inszenierung“.

## Auszeichnungen
Bei den Internationalen Filmfestspielen von Cannes 2012 erhielt der Film den Preis der Jury; er nahm zudem am Wettbewerb um die Goldene Palme teil. Beim Festival Internacional de Cine de Donostia-San Sebastián wurde Loachs Film mit dem Zuschauerpreis prämiert. Gewinnen konnte der Film des Weiteren zwei BAFTA Scotland Awards in den Kategorien Bester Hauptdarsteller (Paul Brannigan) und Bestes Drehbuch. In der Kategorie Bester Film unterlag er jedoch der Konkurrenz. Paul Brannigan erhielt darüber hinaus eine Nominierung für den British Independent Film Award in der Kategorie Vielversprechendste Nachwuchsleistung. In der Kategorie Beste Filmmusik wurde George Fenton für den Europäischen Filmpreis nominiert.
2013 war Angels’ Share – Ein Schluck für die Engel als Bester ausländischer Film für den César nominiert. Für den Evening Standard British Film Award gab es ebenfalls Nominierungen, in den Kategorien Bestes Drehbuch und Vielversprechendste Nachwuchsleistung (Paul Brannigan).